# Haemanthus unifoliatus
Haemanthus unifoliatus là một loài thực vật có hoa trong họ Amaryllidaceae. Loài này được Snijman mô tả khoa học đầu tiên năm 1984.